# بهيوادي
بهيوادي هي مدينة مخططة تقع على بعد 85 كم من مدينة الوار في منطقة الوار في ولاية راجستان في الهند في حدود راجستان - هاريانا. تعتبر بهيوادي المدينة الأكثر تلوثًا في العالم.

## جغرافيا
تقع بهيوادي عند 28.21 درجة شمالاً و76.87 درجة شرقاً، وهي على بعد 60 كم من نيودلهي و200 كيلومتر من جايبور و90 كم من الوار و40 كم من جورجاون و50 كيلومتر من فريد آباد. يمكن الوصول إليها بعبور الطريق السريع الوطني NH48 (طريق دلهي- جايبور السريع) كما يمكن الوصول إليها أيضًا بعبور طريق جورجاون - سوهنا - تاورو - داروهيرا.
أقرب محطة سكة حديد هي Rewari Junction على بعد 26 كم جنوب المدينة، وأقرب مطار لها هو مطار أنديرا غاندي الدولي 55 كم شمال المدينة.

## التركيبة السكانية
اعتبارًا من تعداد 2011 في الهند؛ بلغ عدد سكان المدينة 104.883 نسمة. يشكل الذكور 57٪ والإناث 43٪ من السكان، وهو ما يعادل 800 أنثى لكل 1000 ذكر.

## اقتصاد
تمتد المدينة على مساحة تقارب 5300 فدان مع منازل تغطي حوالي 2700 فدان. تحتوي المدينة على مجموعة من الصناعات الكبيرة والمتوسطة والصغيرة من مصانع الصلب والأفران إلى صناعة السيارات والإلكترونيات.